# گانگستر بی‌نام: قوانین زمان
گانگستر بی‌نام: قوانین زمان (انگلیسی: Nameless Gangster: Rules of the Time; کره‌ای: 범죄와의 전쟁: 나쁜놈들 전성시대) یک فیلم کانگستری محصول سال ۲۰۱۲ کره جنوبی به کارگردانی یون جونگ بین و با بازی چوی مین شیک و ها جونگ وو است. داستان این فیلم در دهه‌های ۱۹۸۰ و ۱۹۹۰ در بوسان واقع شده‌است. تایم این فیلم را تحسین کرد و آن را «فیلم گانگستری کره‌ای که مارتین اسکورسیزی به آن افتخار خواهد کرد» توصیف کرد.